# Прозерпио
Прозѐрпио (на италиански: Proserpio; на ломбардски: Preserp, Презерп) е село и община в Северна Италия, провинция Комо, регион Ломбардия. Разположено е на 450 m надморска височина. Населението на общината е 927 души (към 2018 г.).